# Insluiting bij Cholm
De insluiting bij Cholm (Duits: "Kessel von Cholm") was een insluiting van Duitse troepen door het Rode Leger tijdens de Tweede Wereldoorlog. De insluiting vond plaats tussen 9 januari 1942 en 6 februari 1942.
De gebeurtenis vond plaats bij de Russische stad Cholm, in de winter van 1942. Ten gevolge van het Sovjet-winteroffensief raakten ongeveer 5000 Duitse soldaten ingesloten. Ze vormden deel van het Duitse 16e Leger (16. Armee van de Wehrmacht) en kregen de naam "Kampfgruppe Scherer". De insluiting duurde 107 dagen en de Duitse verdedigers konden hun positie slechts handhaven dankzij bevoorrading door de lucht, waarbij onder andere Gotha Go 242 en DFS 230-zweefvliegtuigen werden ingezet. De Duitse troepen hadden nauwelijks zware wapens en lagen onder nagenoeg constant artillerievuur. Pas in de lente konden ze worden ontzet.
Doordat de Duitsers standhielden tegen een grote vijandelijke overmacht, ontvingen de betrokken militairen een exclusieve onderscheiding, namelijk het "Cholmschild". Daarnaast werden diverse persoonlijke onderscheidingen uitgereikt.
Een vergelijkbare en meer bekend geworden insluiting vond rond dezelfde tijd plaats bij Demjansk.